# 赵津芳
赵津芳（1955年6月—），女，汉族，中华人民共和国政治人物，曾任北京市妇女联合会党组书记、主席，中华全国妇女联合会常务委员，中共十七大、十八大代表。